# Euphorbia limaensis
Euphorbia limaensis är en törelväxtart som beskrevs av Robertus Cornelis Hilarius Maria Oudejans. Euphorbia limaensis ingår i släktet törlar, och familjen törelväxter.
Artens utbredningsområde är Peru. Inga underarter finns listade i Catalogue of Life.